# Рукометна репрезентација Аустралије
Рукометна репрезентација Аустралије у организацији Рукометног савеза Аустралије (АХФ) представља Аустралију у рукомету на свим значајнијим светским и континенталним такмичењима. Репрезентација је члан ОХФ (Океанијаке рукометне федерације.)
Рукомет у Аустралији није један од популарнијих спортова. Играју га углавном досељеници и њихови потомци из Европе. Када су добили организцију Олимпијских игара у Сиднеју 2000. године повезали су се са Скандинвцима у настојању да напредују у игри. ИХФ је пронашао модус да их уврсти на Светско превенство као „обавезног“ члана Океаније, али и то није донело већи позитивни помак. На пет првенстава на којима су учествовали имали су само једну победу (2009). Није помогао ни Данац Мортен Фјелстанд кога су ангажовали за последње првенство.
На Океанијском купу нација 2008. који је уједно био и квалификациони турнир за Светско првенство 2009 Аустралије је заузела друго место иза репрезентације Нове Каледоније. Пошто Нова Каледонија није призната као држава, Аустралија је иако другопласирана отишла на Првенство 2009.

## Учешћа на међународним такмичењима

### Олимпијске игре
Аутралиј није учествовала на Олимпијским играма од 1972. до 2000.
| Олим. игре   | Учествовање      | Пласман | ИГ | П | Н | И | ГД  | ГП  |
| ------------ | ---------------- | ------- | -- | - | - | - | --- | --- |
| Сиднеј 2000. | меч за 11. место | 12      | 6  | 0 | 0 | 6 | 130 | 204 |
| Атина 2004.  | није учествовала |         |    |   |   |   |     |     |
| Пекинг 2008. | није учествовала |         |    |   |   |   |     |     |
| Укупно       | 1/10             |         | 6  | 0 | 0 | 6 | 130 | 204 |

### Светска првенства
На првих 15 првенстава од 1938 до 1999 Аустралиј није учествовала.
| Првенство      | Учествовање      | Пласман | ИГ | П | Н | И  | ГД  | ГП   |
| -------------- | ---------------- | ------- | -- | - | - | -- | --- | ---- |
| Египат 1999    | група            | 24      | 5  | 0 | 0 | 5  | 101 | 192  |
| Француска 2001 | није учествовала |         |    |   |   |    |     |      |
| Португал 2003  | група            | 21      | 5  | 1 | 0 | 4  | 100 | 192  |
| Тунис 2005     | група            | 24      | 5  | 0 | 0 | 5  | 85  | 201  |
| Немачка 2007   | меч за 23 место  | 24      | 5  | 0 | 0 | 5  | 118 | 229  |
| Хрватска 2009  | меч за 23 место  | 24      | 9  | 0 | 0 | 9  | 146 | 325  |
| Шведска 2011   | меч за 23 место  | 24      |    |   |   |    |     |      |
| Шпанија 2013   | Први круг        | 24      | 7  | 0 | 0 | 7  | 103 | 276  |
| Укупно         | 7/23             |         | 37 | 1 | 0 | 36 | 653 | 1415 |

### Океанијски Куп нација
| Куп нација      | Учествовање     | Пласман  | ИГ | П | Н | И | ГД | ГП |
| --------------- | --------------- | -------- | -- | - | - | - | -- | -- |
| Сиднеј 2004     | Меч за 1. место | 1        |    |   |   |   |    |    |
| Сиднеј 2006     | група           | 1        |    |   |   |   |    |    |
| Велингтон 1980. | група           | 2        | 3  | 2 | 0 | 1 | 85 | 48 |
| Укупно          | 3/3             | 2 титуле | '  |   | ' | ' | '  | '  |

## Састав рукометне репрезентације на СП 2011.
| Бр. | Име                  | Поз. | Клуб                  | Датум             | Висина | Теж | Играо | Гол. |
| --- | -------------------- | ---- | --------------------- | ----------------- | ------ | --- | ----- | ---- |
|     |                      |      |                       |                   |        |     |       |      |
| 1   | Огњен Латиновић      | Г    | Грифит                | 2. август 1985    | 180    | 75  | 41    | 2    |
| 2   | Бојан Стојановић     |      | Грифит                | 30. јануар 1985   | 187    | 88  | 7     | 18   |
| 3   | Џејмс Блондел        |      | Ставансенс            | 21. фебруар 1985  | 176    | 61  | 29    | 93   |
| 4   | Беван Клајверт       |      | Алтенхолц             | 4. април 1986     | 177    | 78  | 36    | 129  |
| 5   | Томи Флечер          |      | Скуру                 | 18. март 1990     | 188    | 90  | 13    | 61   |
| 6   | Џејсон Хопнер        |      | Квинсленд Универзитет | 5. август 1985    | 184    | 86  | 22    | 60   |
| 8   | Мајкл Томас          |      | Харбоурсиде           | 13. март 1986     | 198    | 90  | 26    | 29   |
| 10  | Кристијан Гренинтвуд |      | Универзитет Сиднеј    | 9. мај 1973       | 194    | 110 | 50    | 210  |
| 14  | Мичел Хеџс           |      | Харбоурсиде           | 14. фебруар 1991  | 176    | 78  | 3     | 2    |
| 15  | Данијел Кери         |      | Квинсленд Универзитет | 7. мај 1988       | 176    | 74  | 18    | 36   |
| 17  | Џошуа Парментер      |      | Харбоурсиде           | 21. јул 1982      | 178    | 80  | 27    | 78   |
| 20  | Лука Крањц           |      | Хилс                  | 2. октобар 1989   | 178    | 75  | 7     | 27   |
| 21  | Огњен Матић          |      | Сиднеј универзитет    | 21. август 1989   | 197    | 80  | 15    | 20   |
| 22  | Нејц Кодрић          |      | Викторија             | 15. децембар 1990 | 189    | 85  | 4     | 9    |
| 27  | Паскал Винклер       |      | Сиднеј универзитет    | 1. јун 1972       | 183    | 80  | 6     | 1    |
| 31  | Немања Суботић       |      | БАСК                  | 5. април 1983     | 194    | 98  | 22    | 67   |

Секектор: Таип Рамадани